# Jüdischer Friedhof (Mladá Boleslav)
Koordinaten: 50° 24′ 23,3″ N, 14° 54′ 9,2″ O
Der Jüdische Friedhof in Mladá Boleslav (deutsch Jungbunzlau), einer tschechischen Stadt in der mittelböhmischen Region Středočeský kraj nordöstlich von Prag, wurde 1584 erstmals urkundlich erwähnt. Der Friedhof befindet sich im Süden der Gemeinde.
Der jüdische Friedhof wurde 1715 erweitert und hat heute eine Fläche von 13.454 m². Man nahm lange Zeit an, dass der älteste Grabstein auf dem jüdischen Friedhof aus dem Jahre 1604 stammt, doch wurden in der letzten Zeit auch Grabsteine aus dem 16. Jahrhundert entdeckt.
Nach dem Zweiten Weltkrieg sind nur Teile des Friedhofs erhalten geblieben, später wurden einige Gebäude restauriert. Im Ritualsaal aus dem Jahr 1889 wird eine Ausstellung zur Geschichte der jüdischen Gemeinde in Mladá Boleslav gezeigt, im Leichenhaus dann eine zu den jüdischen Bestattungsritualen. Eine kleine Ausstellung dokumentiert das Leben der einstigen jüdischen Gemeinde von Mladá Boleslav, die zeitweilig bis zu einem Drittel der Stadtbevölkerung ausmachte.
Unter den vorhandenen circa 1400 Grabsteinen und -stelen ist eines der schönsten Grabmale das des 1634 gestorbenen „Hofjuden“ Jacob Bassevi von Treuenberg; er machte Geschichte als Finanzier habsburgischer Kaiser und Wallensteins und war der erste Jude in Österreich, der in den Adelsstand erhoben wurde.

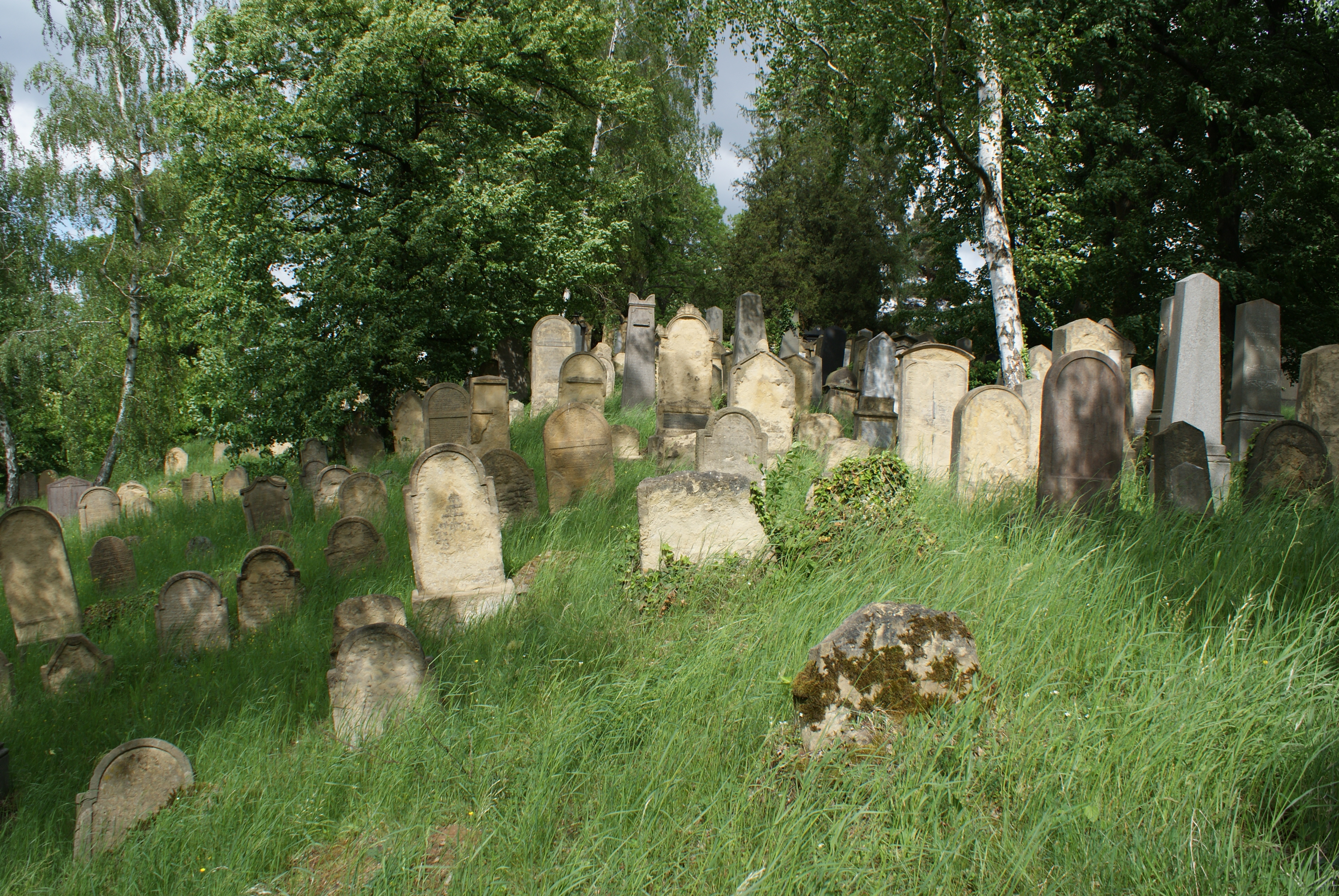
Jüdischer Friedhof in Mladá Boleslav
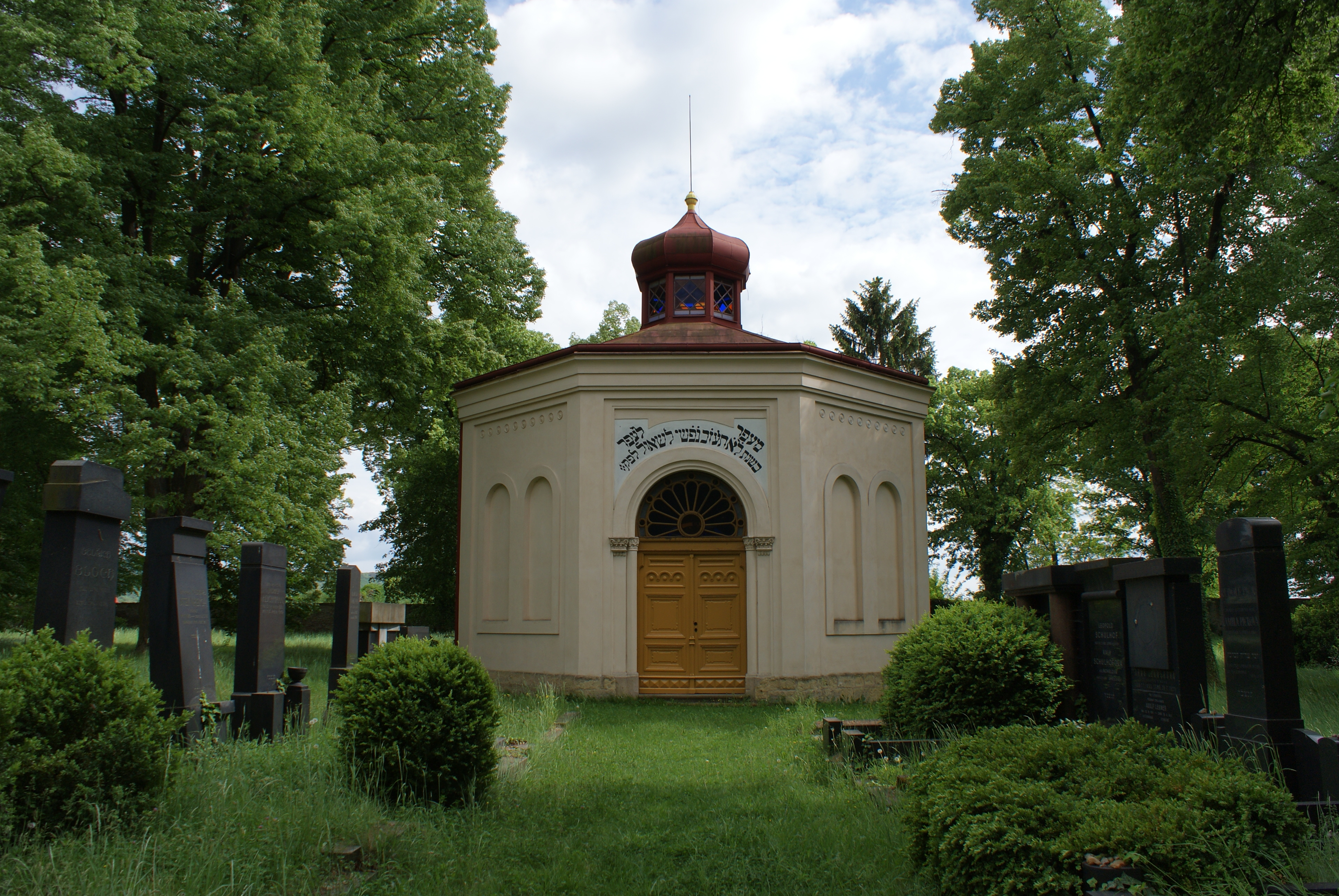
Taharahaus
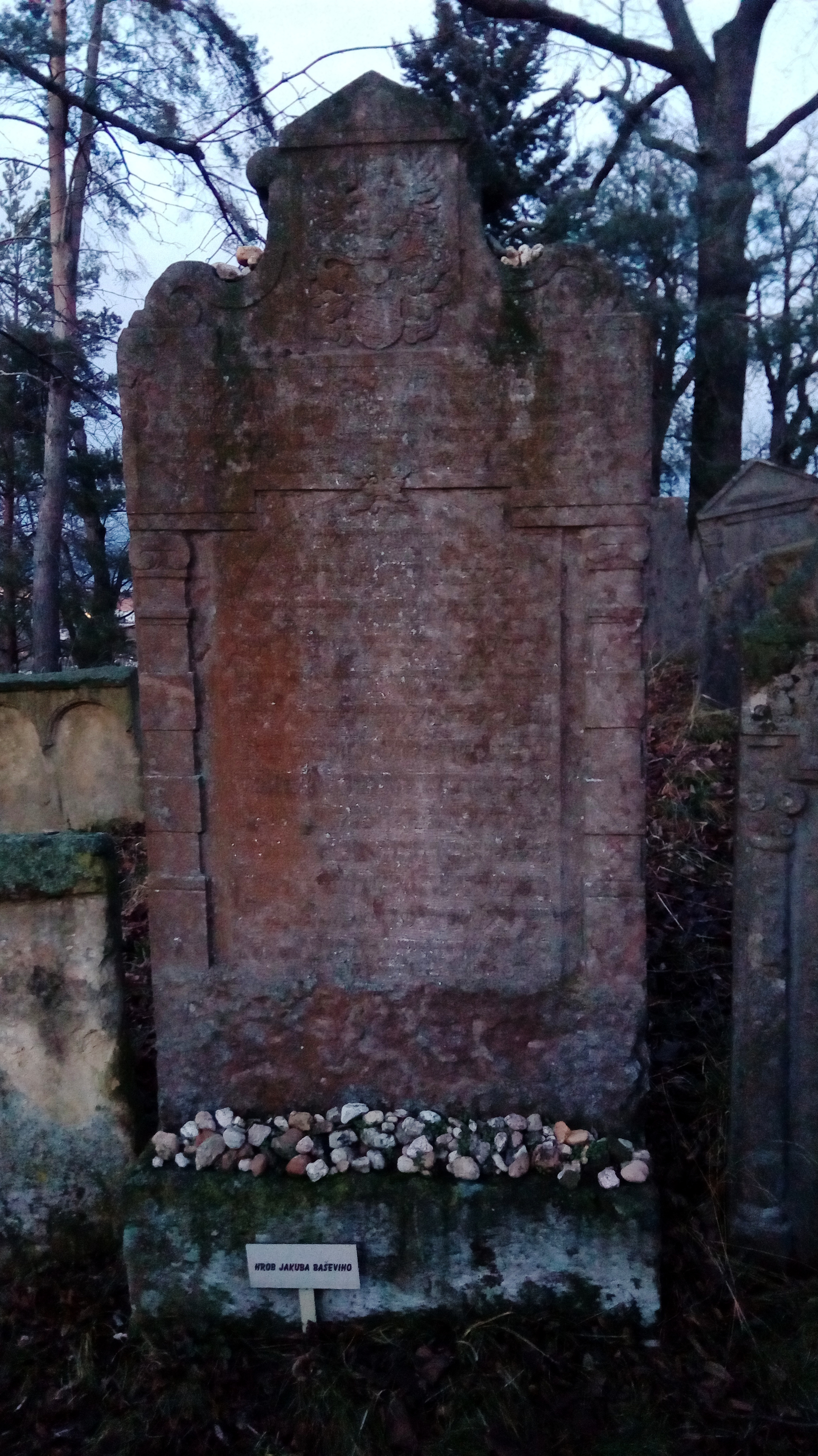
Bassevis Grabstein